# Pape Ousmane Ndiaye
Pape Ousmane Ndiaye (11 de enero de 1977) es un deportista senegalés que compitió en judo. Ganó una medalla de bronce en los Juegos Panafricanos de 2007 en la categoría de –90 kg.

## Palmarés internacional
| Juegos Panafricanos | Juegos Panafricanos | Juegos Panafricanos | Juegos Panafricanos |
| Año                 | Lugar               | Medalla             | Categoría           |
| ------------------- | ------------------- | ------------------- | ------------------- |
| 2007                | Argel (Argelia)     | Medalla de bronce   | –90 kg              |